# 甲斐正明
甲斐 正明（かい まさあき）は、AV監督。甲斐正明事務所（現・ブリット）前代表。1969年（昭和44年）生まれ。
企画系AVというジャンルで破竹の勢いで売り上げを伸ばし、2003年（平成15年）・2004年（平成16年）のAVレンタル回転率首位を独占、全国TSUTAYAを始めレンタルビデオチェーンには甲斐正明のコーナーが各店設置されていた。
素人ナンパモノのシリーズは、他の追随を許さず、『顔は○○カラダは車中!!』シリーズは民放でパロディ化され話題に。
問題作『AVアイドルを舞台に上げてヤジとイジメで犯しまくる』（三部作）はAV女優及び業界自体を全否定した上でサディズムの極みを表現し、アダルトビデオの既成概念を破ったとされる。

## 略歴
2004年（平成16年）まではレンタル中心のホットエンターテイメントで企画、監督、プロデュースを行っていたが、2005年（平成17年）1月には「高橋がなりに引導を渡した男」と銘打って、ソフト・オン・デマンドを通じセル業界へ参入した。ソフト・オン・デマンドを通じての作品の販売は2007年（平成19年）1月31日をもって終了した。
また本業であるAV監督に加え、雑誌執筆などマルチに活躍。2006年（平成18年）9月11日に自らのナンパ体験を綴った『超プロが教える口説きのマニュアル〜150の必勝ルール』刊行、『Quick Japan』（太田出版）でのエッセイ連載、東スポでも長きに渡っての連載。また雑誌『甲斐正明』（ワニマガジン）も出版、ぶんか社、竹書房などでも連載を持っていた。
新宿駅東口に突如自らの名前だけの巨大看板を半年出したり（その後渋谷駅前に移転）、山形国際ドキュメンタリー映画祭に自らのAV作品（『AVアイドルを舞台に上げてヤジとイジメで犯しまくるII』）を出品したり、街宣車を走らせるなど従来のAV監督にはあまり見られなかった宣伝活動をした。
2005年（平成17年）末にはKMPより小沢菜穂、早坂ひとみ、秋元なつみを起用して自らの代表シリーズ『顔は東京カラダは車中！』をリリース、更に夏目ナナを起用した『顔は日本カラダは車中!!』が2006年（平成18年）7月20日にリリースされた。
2006年（平成18年）9月に甲斐正明事務所を脱退。

## 主な代表作
- 『顔は新宿 カラダは車中!!』(ホットエンターテイメント)
- 『ゲットした素人娘が素人娘をレズナンパ』(ホットエンターテイメント)
- 『AVアイドルを舞台に上げてヤジとイジメで犯しまくる』(甲斐正明事務所)
- 『居酒屋で客にバレないように強制SEX』(甲斐正明事務所)

その他に『顔面コキ』『台車移動式FUCK』などの異質な作品群やシリーズ物として素人娘シリーズ、顔はシリーズ、女痴校生シリーズ、マネキンシリーズ、合コンシリーズ、バレずにシリーズなどのシリーズがあった。

## 執筆

### 書籍
- 口説きのマニュアル―超プロが教える　１５０のルール（2006年10月、フランス書院）[1]

### 主な雑誌連載
- 『PENT-JAPAN Special』（ぶんか社）
- 『Chuスペシャル』(ワニマガジン社)
- 『DVD人妻DELUX』(MCプレス社）
- 『海賊NO1』（竹書房）
- 『東京スポーツ新聞』自作紹介
- 『Quick Japan』（太田出版）

## 主な受賞歴
- 『AVフリーク』　2006年（平成18年）：最優秀監督賞
- 『週刊プレイボーイ』　2005年（平成17年）：AVアカデミー大賞監督賞
- 『週刊SPA!』　2005年（平成17年）：H系イノベーション大賞企画大賞
- 『オレンジ通信』　2004年（平成16年）：オレンジ通信監督賞
- 『ビデオボーイ』　2004年（平成16年）：ビデオボーイ監督賞
- 『第4回SOD大賞』　2005年（平成17年）：優秀新メーカー賞